# Опиум
«Опиум» — п'ятий студійний альбом російського рок-гурту Агата Кристи, виданий в 1995 році.

## Список композицій
Автор слів Гліб Самойлов, автор музики Гліб Самойлов, окрім позначених інакше. 
| #   | Назва                              | Тривалість |
| --- | ---------------------------------- | ---------- |
| 1.  | «ХалиГалиКришна»                   | 5:39       |
| 2.  | «Тоска без конца»                  | 4:24       |
| 3.  | «Абордаж»                          | 4:16       |
| 4.  | «Вечная любовь» (Олександр Козлов) | 3:10       |
| 5.  | «Чёрная луна» (Вадим Самойлов)     | 4:18       |
| 6.  | «Сказочная тайга»                  | 3:12       |
| 7.  | «Трансильвания» (Олександр Козлов) | 3:19       |
| 8.  | «Насилие»                          | 5:05       |
| 9.  | «Ты и я»                           | 2:49       |
| 10. | «Гетеросексуалист»                 | 3:43       |
| 11. | «Опиум для никого»                 | 3:14       |
| 12. | «Ни там ни тут» (Олександр Козлов) | 3:49       |
| 13. | «Дворник»                          | 4:26       |

| Бонус-треки перевидання 2008 року | Бонус-треки перевидання 2008 року | Бонус-треки перевидання 2008 року |
| #                                 | Назва                             | Тривалість                        |
| --------------------------------- | --------------------------------- | --------------------------------- |
| 12.                               | «Дорога паука»                    | 3:36                              |
| 13.                               | «Ковёр-вертолёт»                  | 3:26                              |
| 14.                               | «Чудеса»                          | 3:15                              |